# GDES
GDES o G-DES (per Generalized DELS Scheme, 'esquema DES generalitzat') és un algorisme de xifratge per bloc evolucionat a partir del DES i dissenyat per Ingrid Schaumuller-Bichl el 1981. Destinat a accelerar el xifratge i oferir més seguretat, G-DES va resultar ser vulnerable al cryptoanàlisi diferencial. Aquest atac va ser desenvolupat per Eli Biham i Adi Shamir al si del seu cèlebre article sobre els atacs diferencials (conferència CRYPTO el 1990).
Aquesta publicació va demostrar que G-DES era una variant força menys robusta que DES i que l'augment de velocitat en termes de xifratge es feia en detriment de la seguretat.

## Optimització
Per accelerar el xifratge, Schamuller-Bichl va proposar treballar amb blocs més grans tot limitant-ne el nombre d'operacions costoses. El bloc principal se subdividia en paraules de 32 bits. En el DES clàssic, la funció anomenada F és crida a cada volta sobre un bloc de 64 bits.
L'esquema de G-DES consisteix a fer servir F només per al primer subbloc i encadenar els XOR amb la resta dels subblocs de 32 bits. Fa una rotació cap a la dreta d'aquests blocs per a la volta seguint. Així G-DES aconsegueix tractar més bits però amb el mateix nombre de crides a F que el DES original.
Biham i Shamir demostraren que un G-DES amb 8 subblocs de 32 bits (o sigui 256 bits en total) i 16 voltes es podia trencar amb només 6 texts xifrats (en uns quants segons sobre un PC de l'època). Un atac sobre una versió més complexa amb 8 subblocs i 31 voltes requeria 252 texts xifrats.